# إرنست كراوس
إرنست كراوس (بالإنجليزية: Ernst Kraus) (و. 1863 – 1941 م) هو مغني أوبرا، ومغني، من ألمانيا، ولد في إرلنغن، توفي عن عمر يناهز 78 عاماً.